# Yamal (isbrytare)
Yamal (ryska: Ямал, svensk transkribering: Jamal) är en rysk 
atomdriven isbrytare som är uppkallad efter halvön Jamal i norra Sibirien. Hon togs i drift år 1992 och byggdes om till forskningsfartyg år 2007.
Yamal är försedd med två 171 megawatt kärnreaktorer, varav en är i drift åt gången, som driver fartygets tre elmotorer. Kylningen sker med saltvatten vilket innebär att hon inte kan användas i Arktis eftersom hon då måste passera de tropiska farvattnen runt ekvatorn.
Yamal och systerfartyget 50 Let Pobedy används också som forskningsstationer och expeditionsfartyg. Hon har plats för 100 passagerare och gör resor till Nordpolen som turistisbrytare. Yamal har besökt Nordpolen omkring 50 gånger.